# Rookie NFL de l'année
Diverses organisations décernent chaque saison un trophée de meilleur rookie de l'année dans la National Football League (NFL) mais cette dernière ne considère de façon officielle que celui décerné par Associated Press (AP).
Les trophées AP et Pepsi sont annoncés chaque année lors de la cérémonie des NFL Honors.

## Rookie de l'année décerné par Pepsi
Le trophée du meilleur rookie NFL de l'année décerné par Pepsi est remis chaque année depuis la saison 2002. Le gagnant est sélectionné par les fans via un processus de vote en ligne sur le site NFL.com.
Chaque semaine au cours de la saison régulière, cinq finalistes sont sélectionnés pour le prix du meilleur rookie de la semaine. Le gagnant est déterminé par le vote en ligne des fans. Ces résultats sont utilisés pour aider à déterminer les finalistes du prix de rookie de l'année. Le vote a lieu tout au long de la série éliminatoire et est clôturé la semaine précédant le Super Bowl. Plus de 350 000 votes ont été recensés pour le premier prix décerné en 2002, 1,002 million en 2009 et plus de 1,59 million en 2010. Depuis 2011, le gagnant est annoncé lors de la cérémonie des NFL Honors la nuit précédant le Super Bowl.
| Saison | Joueur                 | Franchise                     | Poste            | Réf.   |
| ------ | ---------------------- | ----------------------------- | ---------------- | ------ |
| 2002   | Jeremy Shockey         | Giants de New York            | Tight end        | [ 7 ]  |
| 2003   | Domanick Davis (en)    | Texans de Houston             | Running back     | [ 8 ]  |
| 2004   | Ben Roethlisberger     | Steelers de Pittsburgh        | Quarterback      | ,      |
| 2005   | Cadillac Williams (en) | Buccaneers de Tampa Bay       | Running back     | [ 11 ] |
| 2006   | Vince Young            | Titans du Tennesse            | Quarterback      | ,      |
| 2007   | Adrian Peterson        | Vikings du Minnesota          | Running back     | [ 10 ] |
| 2008   | Joe Flacco             | Ravens de Baltimore           | Quarterback      | [ 10 ] |
| 2009   | Percy Harvin           | Vikings du Minnesota          | Wide receiver    | [ 10 ] |
| 2010   | Ndamukong Suh          | Lions de Détroit              | Defensive tackle | [ 13 ] |
| 2011   | Cam Newton             | Panthers de la Caroline       | Quarterback      | [ 10 ] |
| 2012   | Russell Wilson         | Seahawks de Seattle           | Quarterback      | [ 10 ] |
| 2013   | Keenan Allen           | Chargers de San Diego         | Wide receiver    | [ 14 ] |
| 2014   | Teddy Bridgewater      | Vikings du Minnesota          | Quarterback      | [ 15 ] |
| 2015   | Jameis Winston         | Buccaneers de Tampa Bay       | Quarterback      | [ 16 ] |
| 2016   | Dak Prescott           | Cowboys de Dallas             | Quarterback      | [ 17 ] |
| 2017   | Alvin Kamara           | Saints de La Nouvelle-Orléans | Running Back     | [ 18 ] |
| 2018   | Saquon Barkley         | Giants de New York            | Running Back     | [ 19 ] |
| 2019   | Nick Bosa              | 49ers de San Francisco        | Defensive end    | [ 20 ] |
| 2020   | Justin Herbert         | Chargers de Los Angeles       | Quarterback      | [ 21 ] |
| 2021   | Ja'Marr Chase          | Bengals de Cincinnati         | Wide receiver    | [ 22 ] |
| 2022   | Aidan Hutchinson       | Lions de Détroit              | Defensive end    | [ 23 ] |
| 2023   | C. J. Stroud           | Texans de Houston             | Quarterback      | [ 24 ] |

## Rookies NFL de l'année décernés par Pro Football Weekly/Pro Football Writers of America
Les trophées du meilleur rookie de l'année remis conjointement par le magazine Pro Football Weekly (en) (PFW) et l'association Pro Football Writers of Americal (en) (PFW / PFWA) sont décernés chaque année aux meilleurs rookies offensifs et défensifs de la NFL depuis 1969 à l'exception de la saison 1985.
En 2013, la FPWA a commencé à également décerner un trophée du meilleur rookie de l'année en plus de ses meilleurs rookies offensifs et défensifs.
Les gagnants sont choisis d'une part par les éditeurs et les rédacteurs du magazine Pro Football Weekly et d'autre part par les membres de la PFWA.

### Rookie de l'année par FPWA
| Saison | Joueur            | Franchise               | Poste         |
| ------ | ----------------- | ----------------------- | ------------- |
| 2013   | Eddie Lacy        | Packers de Green Bay    | Running back  |
| 2014   | Odell Beckham Jr. | Giants de New York      | Wide receiver |
| 2015   | Todd Gurley       | Rams de Saint-Louis     | Running back  |
| 2016   | Ezekiel Elliott   | Cowboys de Dallas       | Running back  |
| 2017   | Kareem Hunt       | Chiefs de Kansas City   | Running back  |
| 2018   | Baker Mayfield    | Browns de Cleveland     | Quarterback   |
| 2019   | Nick Bosa         | 49ers de San Francisco  | Defensive end |
| 2020   | Justin Herbert    | Chargers de Los Angeles | Quarterback   |
| 2021   | Micah Parsons     | Cowboys de Dallas       | Linebacker    |
| 2022   | Sauce Gardner     | Jets de New York        | Cornerback    |
| 2023   | C. J. Stroud      | Texans de Houston       | Quarterback   |